# Selindung
Selindung is een bestuurslaag in het regentschap Pangkal Pinang van de provincie Bangka-Belitung, Indonesië. Selindung telt 4752 inwoners (volkstelling 2010).